# Catilla pandani
Catilla pandani är en svampart som först beskrevs av Narcisse Theophile Patouillard, och fick sitt nu gällande namn av Narcisse Theophile Patouillard 1915. Catilla pandani ingår i släktet Catilla och familjen Cyphellaceae.   Inga underarter finns listade i Catalogue of Life.